# Pierheim
Pierheim (bis 1875 auch „Bierheim“) ist ein Gemeindeteil der Stadt Hilpoltstein im Landkreis Roth (Mittelfranken, Bayern). Die Gemarkung Pierheim hat eine Fläche von 4,673 km². Sie ist in 450 Flurstücke aufgeteilt, die eine durchschnittliche Flurstücksfläche von 10383,89 m² haben. In ihr liegt neben dem namensgebenden Ort der Gemeindeteil Bischofsholz.

## Lage
Das Dorf liegt in einem von der Autobahn A 9 und dem Main-Donau-Kanal gebildeten Winkel etwa fünf Kilometer östlich des Stadtkerns von Hilpoltstein an der Grenze zwischen dem Mittelfränkischen Becken und dem Vorland der Mittleren Frankenalb.
Die Ortsflur war im 19. Jahrhundert circa 282 Hektar groß.

## Ortsnamensdeutung
Karl Kugler deutet den Ortsnamen als „Heim, wo sich Wild aufhält“ von „biar“ = „Wild“. Eine andere Deutung sieht den Ortsnamen mit dem alten Personennamen „Biro“ zusammengesetzt; da der Ort aber erst verhältnismäßig spät urkundlich erschien, ist diese Deutung nicht haltbar. Auch „bira“ = Birnbaum ist in die Ortsnamensdeutung wenig überzeugend eingebracht worden.

## Geschichte
1423 erscheint in einer Urkunde „Pürheim“. Hier, im seit 1385 herzoglich-bayerischen Amt Hilpoltstein, hatte unter anderem laut einem Salbuch von 1491 die Herrschaft Jettenhofen Besitz.
1505, nach dem Landshuter Erbfolgekrieg, kam das Amt Hilpoltstein und damit auch Pierheim zu dem neuen Herzogtum Pfalz-Neuburg. Mit dem pfalz-neuburgischen Amt Hilpoltstein war Pierheim von 1542 bis 1578 an die Reichsstadt Nürnberg verpfändet. Mit diesem Herrschaftswechsel war auch ein sofortiger Religionswechsel verbunden; so war das Amt Hilpoltstein und damit auch Pierheim ab 1542 protestantisch. Die von Nürnberg vorgenommene Güterbeschreibung, ein Salbuch von 1544, weist für „Pürheim“ 20 „Höf und Mannschaften“ aus, fünf öde liegend und 15 „bezimmert“. Davon gehörten grundherrlich
- 5 der Herrschaft (Hilpolt-)Stein,
- 2 dem Kloster Seligenporten,
- 2 dem Spital zu Nürnberg,
- 2 dem Landalmosenamt Nürnberg,
- 1 dem Kasten Heideck,
- 1 dem Gotteshaus Jahrsdorf,
- 1 dem Gotteshaus Ebenried,
- 4 dem Gotteshaus zu (Hilpolt-)Stein,
- 1 einem Bürger zu (Hilpolt-)Stein und
- 1 dem Chorstift zu (Hilpolt-)Stein.

Pierheim war nach Meckenhausen gepfarrt, die Herrschaft (Hilpolt-)Stein hatte die hohe Gerichtsbarkeit inne.
Ab 1578 war das verpfändete Amt Hilpoltstein und damit auch Pierheim von Pfalz-Neuburg wieder eingelöst. Da Pfalz-Neuburg inzwischen protestantisch geworden war, kam die Rückkehr zur katholischen Glaubensausübung erst, als unter Pfalzgraf Wolfgang Wilhelm 1627 die Gegenreformation erfolgte. Hierzu waren in Hilpoltstein Jesuiten aus Eichstätt tätig.
Gegen Ende des Alten Reiches, um 1800, war Pierheim auf 27 Untertanen-Anwesen angewachsen, es hatte also Hofteilungen gegeben. Diese Untertanen-Anwesen gehörten elf Grundherren, nämlich
- je eines dem pfalz-neuburgischen Landrichteramt Heideck, den Sigmund Christoph von Harsdorf auf Enderndorf (weibliche Erben), der Kirche Jahrsdorf, der Spitalstiftung Nürnberg (Deutschordensspital?) und der Heilig-Geist-Spitalstiftung Nürnberg,
- je zwei der Protestantischen Kultusstiftung Nürnberg, dem kurbayerischen Klosteramt Seligenporten und der Chorstift-Stiftung Hilpoltstein.
- vier der Pfarrkirche Hilpoltstein sowie
- acht dem Rentamt Hilpoltstein.
- Vier waren frei eigen.[13]

Im neuen Königreich Bayern (1806) wurde ein Steuerdistrikt Jahrsdorf gebildet; zu ihm gehörte auch Pierheim sowie Bischofsholz, Grauwinkl, Solar und Schafhof, der Krohenhof und Patersholz mit Eibach. 1818 wurde Bischofsholz zum Steuerdistrikt Mörsdorf, 1820 zur Gemeinde Mörlach und 1950 zur Gemeinde Pierheim gegeben.
1867 hatte die Gemeinde Bierheim, also zusammen mit Bischofsholz, 166 Einwohner und 61 Gebäude; in Bierheim selber wohnten 122 Personen. 1871 gab es in der Gemeinde Pierheim (jetzt die neue Namensform) 60 Gebäude, davon 33 Wohngebäude. Die insgesamt 175 Einwohner hatten 1873 zwölf Pferde, 238 Rinder, 26 Schweine und neun Ziegen. Die Kinder von Pierheim gingen am Pfarrort Meckenhausen zur Schule, die Kinder von Bischofsholz besuchten die Schule von Mörlach. Um 1900 hatte die Gemeinde nur noch 146 Einwohner, davon 112 in Pierheim selbst. Nunmehr wurden in der Gemeinde acht Pferde, 244 Rinder und 125 Schweine gehalten.
Bei der Gebietsreform in Bayern wurde die Gemeinde Pierheim am 1. Juli 1972 aufgelöst; Pierheim wurde nach Meckenhausen eingemeindet, Bischofsholz nach Hilpoltstein. Am 1. Juli 1976 wurde auch die Gemeinde Meckenhausen nach Hilpoltstein eingemeindet.

## Einwohnerentwicklung
(nur Pierheim, ohne Bischofsholz)
- 1818: 127 (25 „Feuerstellen“ = Anwesen; 24 Familien)[19]
- 1820: 115 (26 Anwesen)[20]
- 1836: 131 (21 Häuser) („Pirrheim“)[21]
- 1861: 122 (45 Gebäude)[15]
- 1871: 134 (44 Gebäude)[16]
- 1900: 112 (25 Wohngebäude)[17]
- 1938: 114 (nur Katholiken)[22]
- 1950: 123 (22 Anwesen)[20]
- 1961: 109 (22 Wohngebäude)[23]
- 1970: 104[20]
- 1987: 097 (22 Wohngebäude, 23 Wohnungen)[24]

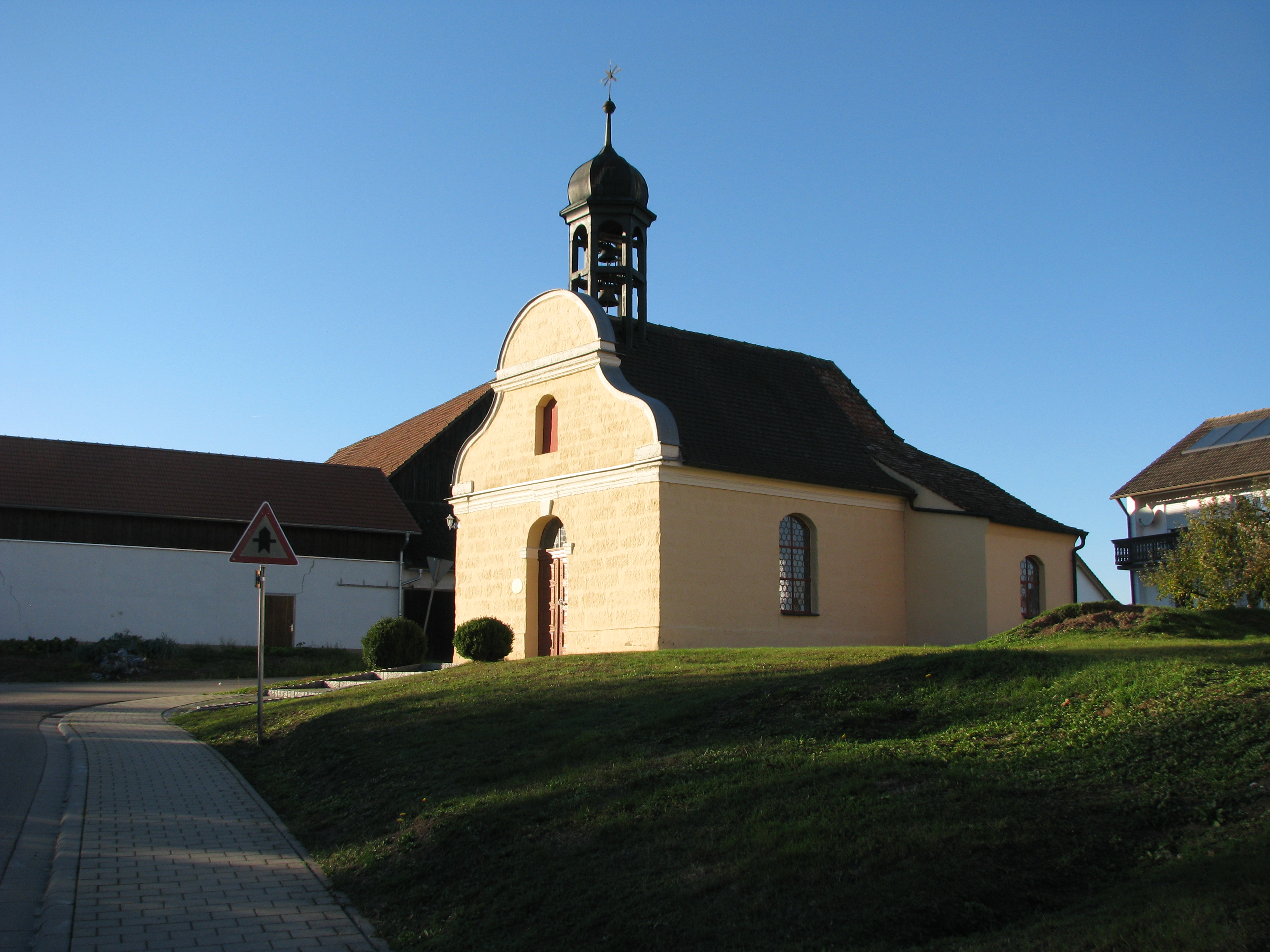
Die Marienkapelle aus südöstlicher Sicht

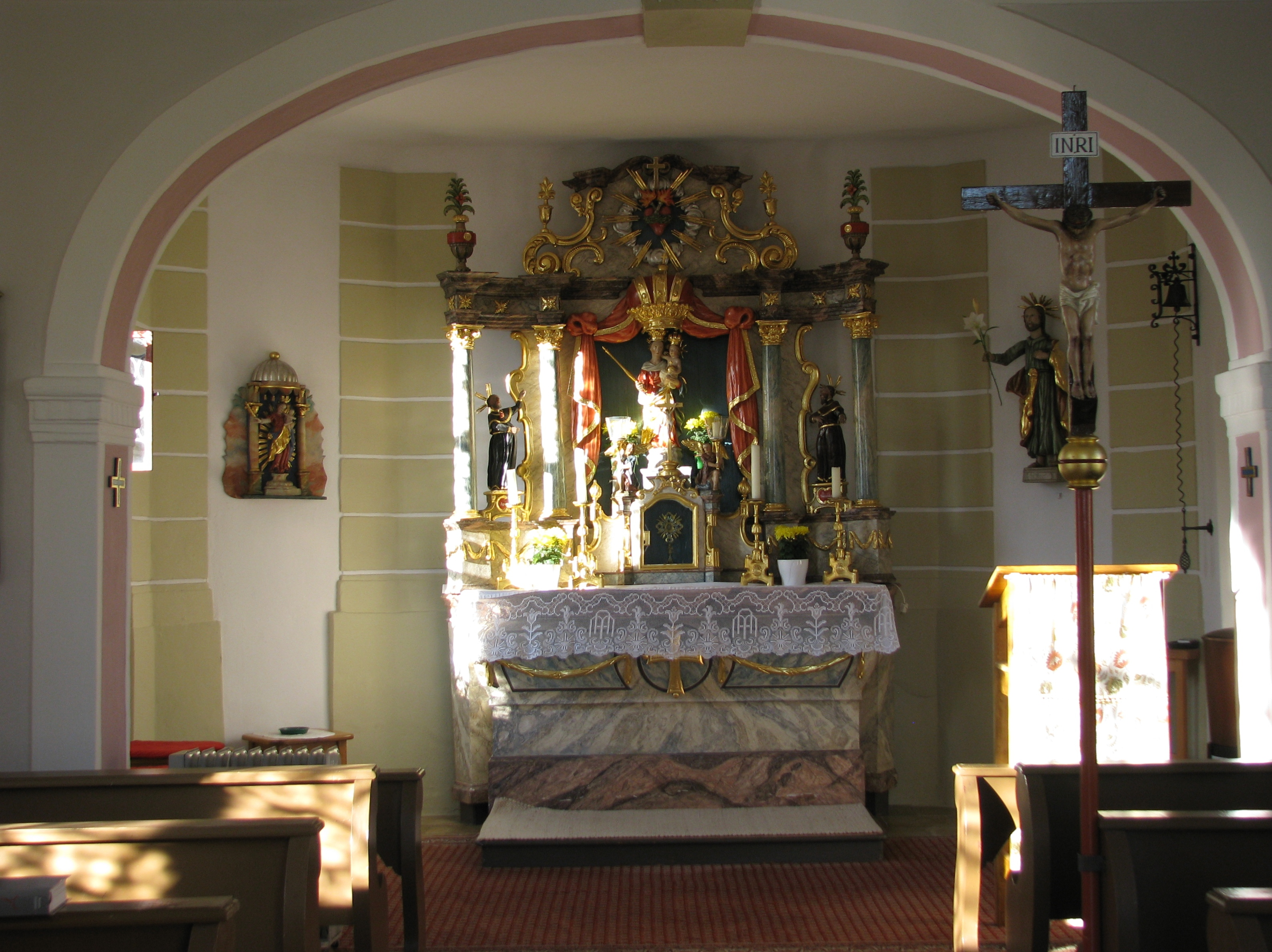
Blick in das Innere der Kapelle

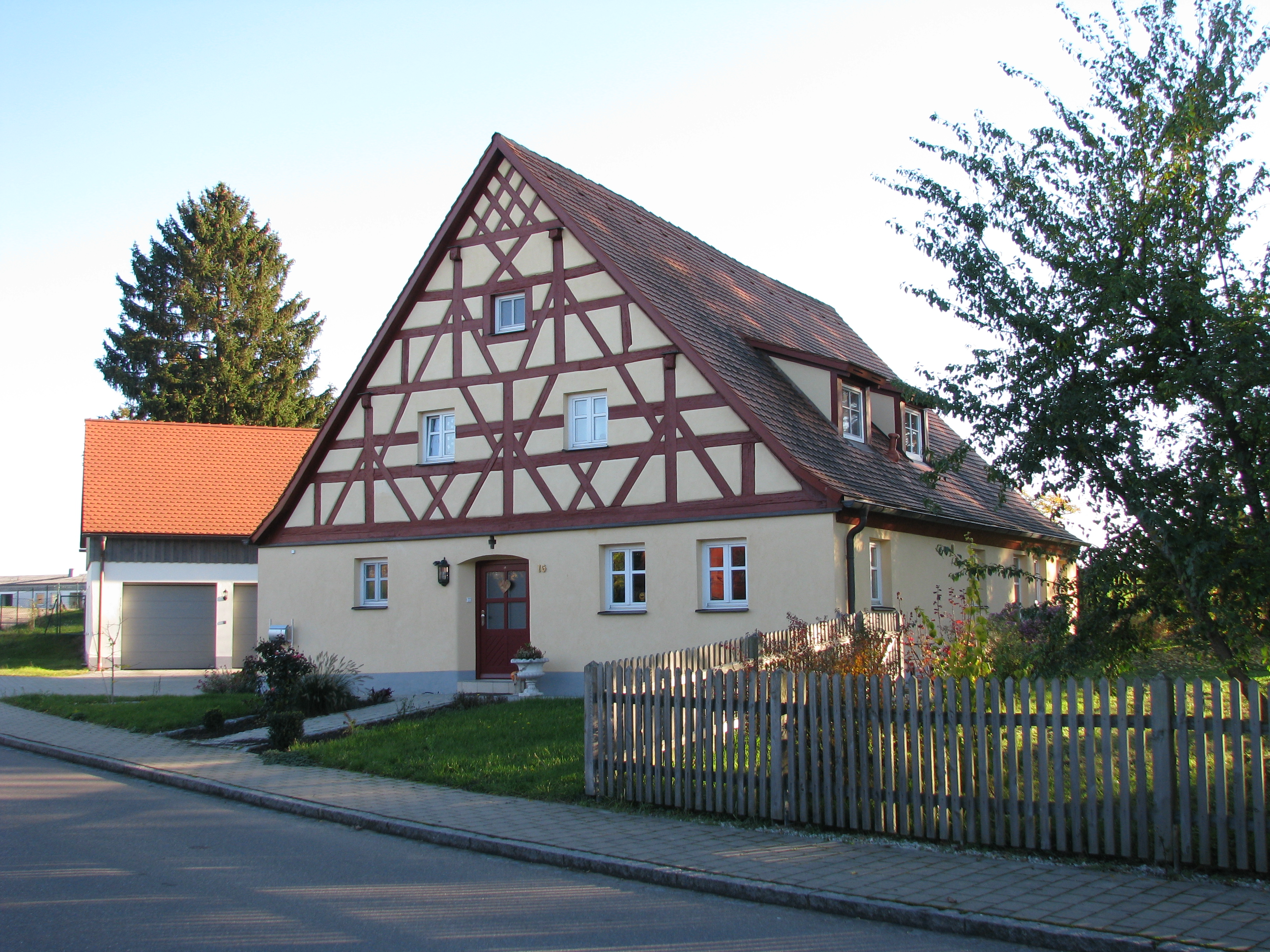
Haus mit Fachwerkgiebel, wohl vom Ende des 18. Jahrhunderts

- 2015: 095[25]

## Katholische Marienkapelle
Die spätbarocke Kapelle gehört zur Pfarrei Meckenhausen. Sie wurde 1820/21 von der Gemeinde aus Sandsteinquadern vom Kränzleinsberg in der Nähe von Hilpoltstein erbaut; Maurermeister war wahrscheinlich Alois Nißlbeck aus Meckenhausen. Süd-nördlich ausgerichtet, hat sie im Süden einen geschweiften Giebel mit Gurtgesimsen und auf dem Satteldach hinter dem Giebel einen offenen gekuppelten Dachreiter. 1928 erfolgte der Anbau einer Sakristei östlich der Apsis. 1934 wurden zwei Glocken übereinander in den Dachreiter gesetzt, die aber 1944 zu Kriegsmaterial eingeschmolzen wurden. 1950 wurden sie wieder ersetzt. Der viersäulige barocke Marienaltar (mit klassizistischen Elementen und einer Marienfigur unter einer Krone) ist ein Werk von Franz Joseph Bittner. Eine Madonna unter einem Baldachin befindet sich links in der Apsis.

## Baudenkmäler
Außer der Ortskapelle gilt das ehemalige Wohnstallhaus Pierheim 16, ein erdgeschossiger Steilsatteldachbau mit Fachwerkgiebel, vermutlich Ende des 18. Jahrhunderts erbaut, als Baudenkmal (Denkmalnummer D-5-76-127-109).

## Persönlichkeiten
- Georg Ascher, Autor (Kriegserinnerungen; Kurzgeschichten), * 1926 in Pierheim[29]

## Vereine
- Freiwillige Feuerwehr Pierheim

## Verkehr
Pierheim liegt an der Kreisstraße RH 28. Von dieser zweigt im Ort eine Gemeindeverbindungsstraße in Richtung Westen ab, die über Grauwinkl zur Staatsstraße 2238 führt. Den nahen Main-Donau-Kanal erreicht man über eine Straße, die im Ort in Richtung Norden geht. Von dieser zweigt ein Flurweg in Richtung des 1992 errichteten Wasserscheidendenkmals ab, einer Granitskulptur von Hansjörg Voth.